# دالة مستطيلية

دالة مستطيلية

دالة مستطيلية والمعروفة أيضا باسم دالة المستطيل أودالة الباب أو دالة {\displaystyle \pi } هي دالة تعرف كما يلي:
{\displaystyle \mathrm {rect} (t)=\Pi (t)={\begin{cases}0&{\mbox{if }}|t|>{\frac {1}{2}}\\{\frac {1}{2}}&{\mbox{if }}|t|={\frac {1}{2}}\\1&{\mbox{if }}|t|<{\frac {1}{2}}.\\\end{cases}}}.

## تحويل فورييه للدالة المستطيلية
- دالة ديراك , {\displaystyle \delta (x)={\begin{cases}+\infty ,&x=0\\0,&x\neq 0\end{cases}}}
- دالة كرونكر , {\displaystyle \delta [x]={\begin{cases}1,&x=0\\0,&x\neq 0.\end{cases}}}

## علاقة الدالة المستطيلية بالدالة مثلثية الشكل
دالة مثلثية الشكل
{\displaystyle \mathrm {tri} =\mathrm {rect} *\mathrm {rect} .\,}